# Grand Prix moto de France 2023
Le Grand Prix moto de France 2023 est la cinquième manche du championnat du monde de vitesse moto 2023 et la première de la coupe du monde de MotoE 2023.
Cette 88e édition du Grand Prix moto de France s'est déroulée du 12 mai au 14 mai sur le Circuit Bugatti au Mans. C'est la 66e édition comptant pour le championnat du monde. C'est aussi le 1000e Grand Prix en catégorie reine depuis la création du Championnat du monde de vitesse moto en 1949.
Le record d’affluence du championnat du monde de vitesse moto a été battu au Grand Prix de France 2023 avec 278 805 spectateurs sur trois jours, un chiffre établi pour le 1000e Grand Prix de l’histoire. Le précédent record de 248 434 spectateurs datait du Grand Prix moto de République tchèque 2015.

## Qualifications

### MotoGP
| Meilleur temps de la session |

| Pos.                                          | Num | Pilote                | Constructeur | Temps          | Temps          | Position départ | Ligne |
| Pos.                                          | Num | Pilote                | Constructeur | Q1             | Q2             | Position départ | Ligne |
| --------------------------------------------- | --- | --------------------- | ------------ | -------------- | -------------- | --------------- | ----- |
| 1                                             | 1   | Francesco Bagnaia     | Ducati       | Qualifié en Q2 | 1 min 30 s 705 | 1               | 1     |
| 2                                             | 93  | Marc Márquez          | Honda        | Qualifié en Q2 | 1 min 30 s 763 | 2               | 1     |
| 3                                             | 10  | Luca Marini           | Ducati       | 1 min 31 s 268 | 1 min 30 s 842 | 3               | 1     |
| 4                                             | 43  | Jack Miller           | KTM          | 1 min 31 s 343 | 1 min 30 s 984 | 4               | 2     |
| 5                                             | 89  | Jorge Martín          | Ducati       | Qualifié en Q2 | 1 min 31 s 023 | 5               | 2     |
| 6                                             | 12  | Maverick Viñales      | Aprilia      | Qualifié en Q2 | 1 min 31 s 120 | 6               | 2     |
| 7                                             | 72  | Marco Bezzecchi       | Ducati       | Qualifié en Q2 | 1 min 31 s 173 | 7               | 3     |
| 8                                             | 73  | Álex Márquez          | Ducati       | Qualifié en Q2 | 1 min 31 s 275 | 8               | 3     |
| 9                                             | 5   | Johann Zarco          | Ducati       | Qualifié en Q2 | 1 min 31 s 298 | 9               | 3     |
| 10                                            | 33  | Brad Binder           | KTM          | Qualifié en Q2 | 1 min 31 s 445 | 10              | 4     |
| 11                                            | 41  | Aleix Espargaró       | Aprilia      | Qualifié en Q2 | 1 min 31 s 523 | 11              | 4     |
| 12                                            | 37  | Augusto Fernández     | KTM          | Qualifié en Q2 | 1 min 31 s 596 | 12              | 4     |
| 13                                            | 20  | Fabio Quartararo      | Yamaha       | 1 min 31 s 366 | N/A            | 13              | 5     |
| 14                                            | 30  | Takaaki Nakagami      | Honda        | 1 min 31 s 545 | N/A            | 14              | 5     |
| 15                                            | 49  | Fabio Di Giannantonio | Ducati       | 1 min 31 s 718 | N/A            | 15              | 5     |
| 16                                            | 36  | Joan Mir              | Honda        | 1 min 31 s 810 | N/A            | 16              | 6     |
| 17                                            | 21  | Franco Morbidelli     | Yamaha       | 1 min 31 s 886 | N/A            | 17              | 6     |
| 18                                            | 42  | Álex Rins             | Honda        | 1 min 31 s 959 | N/A            | 18              | 6     |
| 19                                            | 9   | Danilo Petrucci       | Ducati       | 1 min 32 s 092 | N/A            | 19              | 7     |
| 20                                            | 32  | Lorenzo Savadori      | Aprilia      | 1 min 32 s 410 | N/A            | 20              | 7     |
| 21                                            | 94  | Jonas Folger          | KTM          | 1 min 33 s 605 | N/A            | 21              | 7     |
| RESULTATS OFFICIELS DES QUALIFICATIONS MOTOGP |     |                       |              |                |                |                 |       |

## Classement MotoGP

### Course sprint
| Pos                        | Num | Pilote                | Moto    | Tours | Temps/Écart     | Grille | Points |
| -------------------------- | --- | --------------------- | ------- | ----- | --------------- | ------ | ------ |
| 1                          | 89  | Jorge Martín          | Ducati  | 13    | 19 min 59 s 037 | 5      | 12     |
| 2                          | 33  | Brad Binder           | KTM     | 13    | +1 s 840        | 10     | 9      |
| 3                          | 1   | Francesco Bagnaia     | Ducati  | 13    | +2 s 632        | 1      | 7      |
| 4                          | 10  | Luca Marini           | Ducati  | 13    | +3 s 418        | 3      | 6      |
| 5                          | 27  | Marc Márquez          | Honda   | 13    | +3 s 541        | 2      | 5      |
| 6                          | 5   | Johann Zarco          | Ducati  | 13    | +4 s 483        | 9      | 4      |
| 7                          | 72  | Marco Bezzecchi       | Ducati  | 13    | +5 s 224        | 7      | 3      |
| 8                          | 41  | Aleix Espargaró       | Aprilia | 13    | +6 s 359        | 11     | 2      |
| 9                          | 12  | Maverick Viñales      | Aprilia | 13    | +8 s 336        | 6      | 1      |
| 10                         | 30  | Takaaki Nakagami      | Honda   | 13    | +9 s 439        | 14     |        |
| 11                         | 42  | Álex Rins             | Honda   | 13    | +12 s 388       | 18     |        |
| 12                         | 49  | Fabio Di Giannantonio | Ducati  | 13    | +14 s 125       | 15     |        |
| 13                         | 21  | Franco Morbidelli     | Yamaha  | 13    | +15 s 121       | 17     |        |
| 14                         | 36  | Joan Mir              | Honda   | 13    | +15 s 383       | 16     |        |
| 15                         | 73  | Álex Márquez          | Ducati  | 13    | +15 s 591       | 8      |        |
| 16                         | 9   | Danilo Petrucci       | Ducati  | 13    | +19 s 415       | 19     |        |
| 17                         | 32  | Lorenzo Savadori      | Aprilia | 13    | +26 s 992       | 20     |        |
| Ab.                        | 43  | Jack Miller           | KTM     | 12    | Chute           | 4      |        |
| Ab.                        | 37  | Augusto Fernández     | KTM     | 8     | Chute           | 12     |        |
| Ab.                        | 94  | Jonas Folger          | KTM     | 5     | Chute           | 21     |        |
| Ab.                        | 20  | Fabio Quartararo      | Yamaha  | 4     | Chute           | 13     |        |
| (en) [PDF]Rapport officiel |     |                       |         |       |                 |        |        |

### Course principale
| Pos                        | Num | Pilote                | Moto    | Tours | Temps/Écart     | Grille | Points |
| -------------------------- | --- | --------------------- | ------- | ----- | --------------- | ------ | ------ |
| 1                          | 72  | Marco Bezzecchi       | Ducati  | 27    | 41 min 37 s 970 | 7      | 25     |
| 2                          | 89  | Jorge Martín          | Ducati  | 27    | +4 s 256        | 5      | 20     |
| 3                          | 5   | Johann Zarco          | Ducati  | 27    | +4 s 795        | 9      | 16     |
| 4                          | 37  | Augusto Fernández     | KTM     | 27    | +6 s 281        | 12     | 13     |
| 5                          | 41  | Aleix Espargaró       | Aprilia | 27    | +6 s 726        | 11     | 11     |
| 6                          | 33  | Brad Binder           | KTM     | 27    | +13 s 638       | 10     | 10     |
| 7                          | 20  | Fabio Quartararo      | Yamaha  | 27    | +15 s 023       | 13     | 9      |
| 8                          | 49  | Fabio Di Giannantonio | Ducati  | 27    | +15 s 826       | 15     | 8      |
| 9                          | 30  | Takaaki Nakagami      | Honda   | 27    | +16 s 370       | 14     | 7      |
| 10                         | 21  | Franco Morbidelli     | Yamaha  | 27    | +17 s 828       | 17     | 6      |
| 11                         | 9   | Danilo Petrucci       | Ducati  | 27    | +29 s 735       | 19     | 5      |
| 12                         | 32  | Lorenzo Savadori      | Aprilia | 27    | +36 s 135       | 20     | 4      |
| 13                         | 94  | Jonas Folger          | KTM     | 27    | +49 s 808       | 21     | 3      |
| Ab.                        | 27  | Marc Márquez          | Honda   | 25    | Chute           | 2      |        |
| Ab.                        | 43  | Jack Miller           | KTM     | 24    | Chute           | 4      |        |
| Ab.                        | 42  | Álex Rins             | Honda   | 14    | Chute           | 18     |        |
| Ab.                        | 36  | Joan Mir              | Honda   | 12    | Chute           | 16     |        |
| Ab.                        | 10  | Luca Marini           | Ducati  | 5     | Chute           | 3      |        |
| Ab.                        | 73  | Álex Márquez          | Ducati  | 5     | Chute           | 8      |        |
| Ab.                        | 1   | Francesco Bagnaia     | Ducati  | 4     | Chute           | 1      |        |
| Ab.                        | 12  | Maverick Viñales      | Aprilia | 4     | Chute           | 6      |        |
| (en) [PDF]Rapport officiel |     |                       |         |       |                 |        |        |

## Moto2
La course a été arrêtée après un crash au tour 3 ayant impliqué plusieurs pilotes avant de repartir départ arrêté pour 14 tours.
| Pos                         | Num | Pilote                  | Moto       | Tours | Temps/Écart     | Grille | Points |
| --------------------------- | --- | ----------------------- | ---------- | ----- | --------------- | ------ | ------ |
| 1                           | 14  | Tony Arbolino           | Kalex      | 14    | 22 min 34 s 233 | 3      | 25     |
| 2                           | 12  | Filip Salač             | Kalex      | 14    | +0 s 620        | 4      | 20     |
| 3                           | 21  | Alonso López            | Boscoscuro | 14    | +1 s 537        | 2      | 16     |
| 4                           | 13  | Celestino Vietti        | Kalex      | 14    | +2 s 193        | 6      | 13     |
| 5                           | 96  | Jake Dixon              | Kalex      | 14    | +3 s 041        | 8      | 11     |
| 6                           | 35  | Somkiat Chantra         | Kalex      | 14    | +4 s 175        | 7      | 10     |
| 7                           | 7   | Barry Baltus            | Kalex      | 14    | +8 s 853        | 10     | 9      |
| 8                           | 54  | Fermín Aldeguer         | Boscoscuro | 14    | +9 s 437        | 11     | 8      |
| 9                           | 79  | Ai Ogura                | Kalex      | 14    | +10 s 696       | 16     | 7      |
| 10                          | 11  | Sergio García           | Kalex      | 14    | +10 s 817       | 18     | 6      |
| 11                          | 3   | Lukas Tulovic           | Kalex      | 14    | +11 s 588       | 15     | 5      |
| 12                          | 16  | Joe Roberts             | Kalex      | 14    | +12 s 128       | 17     | 4      |
| 13                          | 52  | Jeremy Alcoba           | Kalex      | 14    | +12 s 337       | 20     | 3      |
| 14                          | 71  | Dennis Foggia           | Kalex      | 14    | +13 s 061       | 23     | 2      |
| 15                          | 22  | Sam Lowes               | Kalex      | 14    | +13 s 695       | 1      | 1      |
| 16                          | 4   | Sean Dylan Kelly        | Kalex      | 14    | +14 s 633       | 19     |        |
| 17                          | 24  | Marcos Ramírez          | Forward    | 14    | +18 s 244       | 21     |        |
| 18                          | 64  | Bo Bendsneyder          | Kalex      | 14    | +19 s 880       | 14     |        |
| 19                          | 8   | Senna Agius             | Kalex      | 14    | +22 s 615       | 24     |        |
| 20                          | 84  | Zonta van den Goorbergh | Kalex      | 14    | +22 s 684       | 22     |        |
| 21                          | 19  | Lorenzo Dalla Porta     | Kalex      | 14    | +25 s 265       | 25     |        |
| 22                          | 28  | Izan Guevara            | Kalex      | 14    | +25 s 347       | 28     |        |
| 23                          | 72  | Borja Gómez             | Kalex      | 14    | +30 s 208       | 27     |        |
| Ab.                         | 17  | Alex Escrig             | Forward    | 6     | Chute           | 29     |        |
| Ab.                         | 37  | Pedro Acosta            | Kalex      | 4     | Chute           | 5      |        |
| Ab.                         | 33  | Rory Skinner            | Kalex      | 4     | Chute           | 26     |        |
| DNS                         | 18  | Manuel González         | Kalex      | 3°    | Chute           | 9      |        |
| DNS                         | 75  | Albert Arenas           | Kalex      | 3°    | Chute           | 12     |        |
| DNS                         | 40  | Arón Canet              | Kalex      | 3°    | Chute           | 13     |        |
| (en) [PDF] Rapport officiel |     |                         |            |       |                 |        |        |

° Pilotes n'ayant pas repris le départ

## Moto3
| Pos                         | Num | Pilote             | Moto      | Tours | Temps/Écart     | Grille | Points |
| --------------------------- | --- | ------------------ | --------- | ----- | --------------- | ------ | ------ |
| 1                           | 96  | Daniel Holgado     | KTM       | 20    | 34 min 07 s 176 | 3      | 25     |
| 2                           | 71  | Ayumu Sasaki       | Husqvarna | 20    | +0 s 150        | 1      | 20     |
| 3                           | 5   | Jaume Masià        | Honda     | 20    | +0 s 946        | 7      | 16     |
| 4                           | 48  | Iván Ortolá        | KTM       | 20    | +1 s 113        | 6      | 13     |
| 5                           | 6   | Ryusei Yamanaka    | Honda     | 20    | +2 s 409        | 14     | 11     |
| 6                           | 53  | Deniz Öncü         | KTM       | 20    | +2 s 521        | 4      | 10     |
| 7                           | 43  | Xavier Artigas     | CFMoto    | 20    | +3 s 280        | 8      | 9      |
| 8                           | 80  | David Alonso       | Gas Gas   | 20    | +9 s 372        | 26     | 8      |
| 9                           | 99  | José Antonio Rueda | KTM       | 20    | +11 s 930       | 11     | 7      |
| 10                          | 82  | Stefano Nepa       | KTM       | 20    | +14 s 318       | 13     | 6      |
| 11                          | 66  | Joel Kelso         | CFMoto    | 20    | +14 s 438       | 16     | 5      |
| 12                          | 27  | Kaito Toba         | Honda     | 20    | +14 s 606       | 24     | 4      |
| 13                          | 24  | Tatsuki Suzuki     | Honda     | 20    | +15 s 077       | 25     | 3      |
| 14                          | 38  | David Salvador     | KTM       | 20    | +16 s 937       | 12     | 2      |
| 15                          | 95  | Collin Veijer      | Husqvarna | 20    | +16 s 969       | 21     | 1      |
| 16                          | 54  | Riccardo Rossi     | Honda     | 20    | +19 s 059       | 19     |        |
| 17                          | 18  | Matteo Bertelle    | Honda     | 20    | +19 s 113       | 23     |        |
| 18                          | 7   | Filippo Farioli    | KTM       | 20    | +19 s 410       | 17     |        |
| 19                          | 55  | Romano Fenati      | Honda     | 20    | +19 s 665       | 9      |        |
| 20                          | 22  | Ana Carrasco       | KTM       | 20    | +30 s 369       | 28     |        |
| 21                          | 64  | Mario Aji          | Honda     | 20    | +30 s 541       | 18     |        |
| 22                          | 70  | Joshua Whatley     | Honda     | 20    | +30 s 794       | 27     |        |
| Ab.                         | 72  | Taiyo Furusato     | KTM       | 19    | Chute           | 20     |        |
| Ab.                         | 10  | Diogo Moreira      | KTM       | 10    | Chute           | 2      |        |
| Ab.                         | 19  | Scott Ogden        | Honda     | 8     | Chute           | 22     |        |
| Ab.                         | 16  | Andrea Migno       | KTM       | 6     | Chute           | 5      |        |
| Ab.                         | 63  | Syarifuddin Azman  | KTM       | 2     | Chute           | 10     |        |
| (en) [PDF] Rapport officiel |     |                    |           |       |                 |        |        |

## MotoE
Toutes les motos sont fournies par Ducati.

### Course 1
| Pos                         | Num | Pilote             | Equipe                     | Tours | Temps/Écart     | Grille | Points |
| --------------------------- | --- | ------------------ | -------------------------- | ----- | --------------- | ------ | ------ |
| 1                           | 81  | Jordi Torres       | Openbank Aspar             | 8     | 13 min 29 s 947 | 3      | 25     |
| 2                           | 4   | Héctor Garzó       | Dynavolt Intact GP         | 8     | +0 s 095        | 2      | 20     |
| 3                           | 3   | Randy Krummenacher | Dynavolt Intact GP         | 8     | +7 s 539        | 4      | 16     |
| 4                           | 21  | Kevin Zannoni      | Ongetta SIC58 Squadracorse | 8     | +7 s 827        | 8      | 13     |
| 5                           | 78  | Hikari Ōkubo       | Tech3 E-racing             | 8     | +9 s 138        | 12     | 11     |
| 6                           | 53  | Esteve Rabat       | Prettl Pramac              | 8     | +10 s 933       | 13     | 10     |
| 7                           | 34  | Kevin Manfredi     | Ongetta SIC58 Squadracorse | 8     | +11 s 198       | 5      | 9      |
| 8                           | 61  | Alessandro Zaccone | Tech3 E-racing             | 8     | +12 s 488       | 11     | 8      |
| 9                           | 72  | Alessio Finello    | Felo Gresini               | 8     | +14 s 578       | 14     | 7      |
| 10                          | 23  | Luca Salvadori     | Prettl Pramac              | 8     | +14 s 818       | 15     | 6      |
| 11                          | 8   | Mika Pérez         | RNF                        | 8     | +18 s 177       | 16     | 5      |
| 12                          | 6   | María Herrera      | OpenBank Aspar             | 8     | +24 s 739       | 17     | 4      |
| Ab.                         | 11  | Matteo Ferrari     | Felo Gresini               | 4     | Chute           | 1      |        |
| Ab.                         | 40  | Mattia Casadei     | HP Pons Los40              | 3     | Chute           | 7      |        |
| Ab.                         | 77  | Miquel Pons        | LCR E-Team                 | 3     | Chute           | 9      |        |
| Ab.                         | 9   | Andrea Mantovani   | RNF                        | 3     | Chute           | 10     |        |
| Ab.                         | 29  | Nicholas Spinelli  | HP Pons Los40              | 2     | Chute           | 6      |        |
| (en) [PDF] Rapport officiel |     |                    |                            |       |                 |        |        |

### Course 2
| Pos | Num | Pilote             | Equipe                     | Tours | Temps/Écart     | Grille | Points |
| --- | --- | ------------------ | -------------------------- | ----- | --------------- | ------ | ------ |
| 1º  | 11  | Matteo Ferrari     | Felo Gresini               | 8     | 13 min 28 s 079 | 1      | 25     |
| 2   | 81  | Jordi Torres       | Openbank Aspar             | 8     | +0 s 712        | 3      | 20     |
| 3   | 4   | Héctor Garzó       | Dynavolt Intact GP         | 8     | +1 s 693        | 2      | 16     |
| 4   | 40  | Mattia Casadei     | HP Pons Los40              | 8     | +3 s 145        | 7      | 13     |
| 5   | 29  | Nicholas Spinelli  | HP Pons Los40              | 8     | +3 s 781        | 6      | 11     |
| 6   | 9   | Andrea Mantovani   | RNF                        | 8     | +6 s 052        | 10     | 10     |
| 7   | 3   | Randy Krummenacher | Dynavolt Intact GP         | 8     | +6 s 555        | 4      | 9      |
| 8   | 21  | Kevin Zannoni      | Ongetta SIC58 Squadracorse | 8     | +7 s 517        | 8      | 8      |
| 9   | 61  | Alessandro Zaccone | Tech3 E-racing             | 8     | +10 s 143       | 11     | 7      |
| 10  | 78  | Hikari Ōkubo       | Tech3 E-racing             | 8     | +13 s 561       | 12     | 6      |
| 11  | 72  | Alessio Finello    | Felo Gresini               | 8     | +13 s 622       | 14     | 5      |
| 12  | 77  | Miquel Pons        | LCR E-Team                 | 8     | +16 s 803       | 9      | 4      |
| 13  | 23  | Luca Salvadori     | Prettl Pramac              | 8     | +17 s 771       | 15     | 3      |
| 14  | 8   | Mika Pérez         | RNF                        | 8     | +18 s 908       | 16     | 2      |
| 15  | 6   | María Herrera      | OpenBank Aspar             | 8     | +21 s 219       | 17     | 1      |
| 16  | 53  | Esteve Rabat       | Prettl Pramac              | 8     | +58 s 583       | 13     |        |
| Ab. | 34  | Kevin Manfredi     | Ongetta SIC58 Squadracorse | 5     | Chute           | 5      |        |

## Classement provisoire au championnat
Seul le top 5 est représenté ici,,,

### MotoGP
|   | Pos. | Pilote            | Points |
| - | ---- | ----------------- | ------ |
|   | 1    | Francesco Bagnaia | 94     |
|   | 2    | Marco Bezzecchi   | 93     |
|   | 3    | Brad Binder       | 81     |
| 3 | 4    | Jorge Martín      | 80     |
| 4 | 5    | Johann Zarco      | 66     |

|  | Pos. | Constructeur | Points |
|  | ---- | ------------ | ------ |
|  | 1    | Ducati       | 174    |
|  | 2    | KTM          | 103    |
|  | 3    | Aprilia      | 80     |
|  | 4    | Honda        | 73     |
|  | 5    | Yamaha       | 58     |

|   | Pos. | Equipe                      | Points |
| - | ---- | --------------------------- | ------ |
|   | 1    | Mooney VR46 Racing Team     | 147    |
| 1 | 2    | Prima Pramac Racing         | 146    |
| 1 | 3    | Red Bull KTM Factory Racing | 130    |
|   | 4    | Ducati Lenovo Team          | 104    |
|   | 5    | Aprilia Racing              | 91     |

### Moto2
|   | Pos. | Pilote        | Points |
| - | ---- | ------------- | ------ |
| 1 | 1    | Tony Arbolino | 99     |
| 1 | 2    | Pedro Acosta  | 74     |
| 1 | 3    | Alonso López  | 61     |
| 2 | 4    | Filip Salač   | 60     |
| 2 | 5    | Arón Canet    | 52     |

|  | Pos. | Constructeur | Points |
|  | ---- | ------------ | ------ |
|  | 1    | Kalex        | 125    |
|  | 2    | Boscoscuro   | 65     |

|   | Pos. | Equipe                   | Points |
| - | ---- | ------------------------ | ------ |
|   | 1    | Elf Marc VDS Racing Team | 143    |
|   | 2    | Red Bull KTM Ajo         | 101    |
| 1 | 3    | Lightech Speed Up        | 89     |
| 1 | 4    | QJmotor Gresini Moto2    | 82     |
| 2 | 5    | Pons Wegow Los40         | 75     |

### Moto3
|   | Pos. | Pilote         | Points |
| - | ---- | -------------- | ------ |
|   | 1    | Daniel Holgado | 84     |
| 1 | 2    | Iván Ortolá    | 63     |
| 1 | 3    | Jaume Masià    | 63     |
| 2 | 4    | Diogo Moreira  | 55     |
|   | 5    | Xavier Artigas | 50     |

|   | Pos. | Constructeur | Points |
| - | ---- | ------------ | ------ |
|   | 1    | KTM          | 120    |
|   | 2    | Honda        | 88     |
|   | 3    | CFMoto       | 50     |
| 1 | 4    | Husqvarna    | 46     |
| 1 | 5    | Gas Gas      | 46     |

|   | Pos. | Equipe                  | Points |
| - | ---- | ----------------------- | ------ |
|   | 1    | Leopard Racing          | 101    |
|   | 2    | Angeluss MTA Team       | 89     |
|   | 3    | Red Bull KTM Tech3      | 86     |
| 1 | 4    | Red Bull KTM Ajo        | 70     |
| 2 | 5    | Gaviota GasGas Aspar M3 | 63     |

### MotoE
| Pos. | Pilote             | Points |
| ---- | ------------------ | ------ |
| 1    | Jordi Torres       | 45     |
| 2    | Héctor Garzó       | 36     |
| 3    | Matteo Ferrari     | 25     |
| 4    | Randy Krummenacher | 25     |
| 5    | Kevin Zannoni      | 21     |

| Pos. | Equipe                     | Points |
| ---- | -------------------------- | ------ |
| 1    | Dynavolt Intact GP         | 61     |
| 2    | Openbank Aspar             | 50     |
| 3    | Felo Gresini               | 37     |
| 4    | Tech3 E-racing             | 32     |
| 5    | Ongetta SIC58 Squadracorse | 30     |